# Roberta Carvalho
Roberta Carvalho, (Belém, 1980), é uma artista visual e diretora de arte brasileira. Seus trabalhos incorporam a tecnologia (videoarte, projeções) ao explorar a tensão existente entre selva e cidade.
É detentora do Prêmio Funarte Mulheres nas Artes Visuais, de 2014, e do Prêmio CCSP de Residência Artística, de 2016, dentre outros.

## Biografia
Nascida em Belém, graduou-se em artes visuais pela Universidade Federal do Pará (UFPA) e possui mestrado também em artes visuais pela Universidade Estadual Paulista (Unesp). Começou suas experiências com intervenções urbanas ainda durante a graduação, através do projeto Symbiosis. A artista já participou de inúmeras exposições, coletivas e individuais, no Brasil e em países como França, Espanha e Martinica, tendo suas obras sido incorporadas ao acervo de instituições como o Museu de Arte do Rio (MAR) e Museu da Universidade Federal do Pará.
Em 2022, a convite da Natura e do Rock in Rio, assumiu a direção artística da NAVE, experiência multissensorial que foi levada ao evento no Rio de Janeiro, num espaço de 1.300 m² projetado por João do Som.

## Principais exposições coletivas
- Colóquio de Fotografia e Imagem (2007, Fotoativa, Belém, PA)
- "Cartografias Contemporâneas" (2009, SESC-SP)
- "Indicial" (2010, Sesc Boulevard, Belém, PA)
- "Tierra Prometida" (2012, Barcelona, Espanha)
- "Continuum" (2012, Recife, PE)
- SP-ARTE/Foto (2013, São Paulo, SP)
- "Imagética" (2014, Belém, PA)
- "Festival Visualismo - Arte, Tecnologia, Cidade" (2015, Rio de Janeiro, RJ)
- "Periscópio" (2016, Zipper Galeria, São Paulo, SP)
- "Amazonian video art" (2016, Centre for Contemporary Arts - CCA, Glasgow, Reino Unido)
- "Amazon Connection" (2017, Parlamento Europeu de Bruxelas, Bélgica)
- Mostra de arte e tecnologia de Maringá (MAT) (2018, Maringá, PR)
- "O Espaço Dividido" (2019, Goethe Institut, Salvador, BA)
- ArtRio - Feira Internacional de Arte do Rio de Janeiro (2019, Rio de Janeiro, RJ)

## Principais mostras individuais
- "Lumén-Essência" (2013, Galeria Kamara Kó, Belém, PA)
- "Transbordas" (2015, Casa das 11 Janelas, Belém, PA)